# Oliveira dos Brejinhos
Oliveira dos Brejinhos è un comune del Brasile nello Stato di Bahia, parte della mesoregione del Centro-Sul Baiano e della microregione di Boquira.